# Daosheng
Daosheng (道生; ur. 355, zm. 434), także Zhu Daosheng (竺道生) (wiet. Đạo Sinh) – buddysta chiński, prekursor szkół sanlun i chan.

## Życie
Urodził się w Bengzheng.
Był wybitnie utalentowanym człowiekiem. Zanim zaczął praktykować buddyzm już był mocno związany z chińskimi ideami, zwłaszcza taoizmem i jego głównymi przedstawicielami – Laozi i Zhuangzi, a zanim został buddyjskim mnichem, był już znanym nauczycielem. Jego pierwszym buddyjskim nauczycielem był Zhu Fatai (竺法汰; zm. 378 r.).
W 397 r. przybył na Lushan (góra Lu) do klasztoru Donglin (東林 Wschodni Las), gdzie spotkał się z Sanghadewą, sarwastiwadinem, u którego studiował Abhidharmę. Drugą ważną osobą poznaną przez niego był Huiyuan. Odrzucił zarówno wcześniejszy kult Maitrei jak i Amitabhy; nie wierzył w słowa i obrazy. A jednak w pełni aprobował sutry buddyjskie, co objaśnił tymi słowami Budda nie kłamie, dlatego nie kłamał, kiedy pozostawił lekarstwo pism zamiast siebie.
W latach 405–408 przebywał w Chang’anie i został jednym z czterech głównych uczniów Kumaradżiwy (344–413)(Kumārajīva) i pracował nad tłumaczeniami w jego słynnym biurze tłumaczeń. Zapewne właśnie wtedy zapoznał się dogłębnie z naukami śūnyavādy pod kierownictwem głównego wówczas propagatora madhjamiki, którym był Kumaradżiwa.
W 408 r. Daosheng powrócił nieoczekiwanie na górę Lu i w następnym roku udał się do Jiankangu. Zabrał ze sobą traktat Sengzhao Pradźnia nie jest wiedzą. Nagłe opuszczenie Chang’anu mogło być związane z napięciami w mnisich społecznościach stolicy. W tym okresie koncentrował się głównie na Sutrze Nirvany.
W 428 lub 429 r. za głoszenie nauk o uniwersalnym wybawieniu wszystkich od cierpienia, czyli o możliwości osiągnięcia oświecenia przez każdego, musiał opuścić Jiankang. Udał się znów na Lushan. W 430 r. do Jiankangu dotarło tłumaczenie mahajanistycznej Sutry Nirvany, która w pełni potwierdziła nauki Daoshenga; doczekał przywrócenia mu dobrego imienia, chociaż dysputy związane z jego ideami trwały w Chinach nawet po jego śmierci.
Pewnego dnia w 434 r. po wygłoszeniu przez niego nauk, gdy już wstawał aby wyjść, nagle rzucił swój kij, usiadł w pozycji medytacyjnej i zmarł.

## Nauki
Daosheng utrzymywał, że wszyscy ludzie mogą osiągnąć wyzwolenie, ponieważ wszyscy mają wrodzoną naturę Buddy. Pogląd taki był w tym czasie w ogóle nieznany; sutra Mahaparanirwany (skt. Mahāpārinirvāna sūtra) została przetłumaczona przez Dharmakszemę (skt. Dharmakşema) w latach 414–421. Już po śmierci Daoshenga pogląd ten został przyjęty przez szkoły tiantai, jingtu i chan.
Daosheng podkreślał także doktrynę nagłego czy też natychmiastowego oświecenia, która, przejęta przez szkołę chan, odegrała tak dużą rolę w okresie dynastii Tang.
Zdecydowanie zaprzeczał i przeciwstawiał się poglądowi o posiadaniu duszy przez człowieka, jako czegoś ponad czy poza tym, co nazywamy naszym ciałem, i że to ona właśnie jest naturą Buddy.
Utożsamiał także taoistyczną doktrynę niedziałania (chin. wu wei) z intuicyjną i spontaniczną percepcją prawdy bez logiki, otwierając tym drzwi dla bez umysłu (chin. wunian, wuxin) szkoły chan, jako drogi do ostatecznej prawdy.
Był założycielem, jeśli nie fizycznym, to duchowym szkoły Nirwany, która powstała po jego śmierci ale wkrótce została wchłonięta przez synkretyczną szkołę tiantai.
Buddolodzy uważają go także za duchowego ojca szkoły chan; niektórzy z nich nawet za ważniejszego od Bodhidharmy. Niestety nie zdołał on zapewnić jakiejś linii przekazu Dharmy, która miałaby łączność z chanem.
Swoją Dharmę przekazał dwóm uczniom. Byli nimi Daoyu i Fayuan (zm. 489 r.)

## Nagłe oświecenie
Po raz pierwszy teoria nagłego oświecenia została zaprezentowana przez Daoshenga, który jest także twórcą teorii o uniwersalnej naturze Buddy. Ponieważ szkoła chan wspierała pogląd o postrzeżeniu czyjejś natury (chiń. jianxing) w celu zostania nagle oświeconym (chiń. dunwu) i zatem stania się Buddą (chiń. chengfo), więc antycypacyjne stanowisko Daoshenga naturalnie wspierało późniejszy rozwój chanu.
Okres, w którym żył Daosheng (ok. 360-434) był okresem, gdy buddyjskie pojęcia były rozumiane w duchu taoistycznym. W tym samym okresie nauka mahajany o pustce, objaśniona w tekstach Sutry Mahapradżniaparamity, ugruntowała się w chińskich intelektualnych środowiskach. Nauka ta doskonale rezonowała z neotaoistycznym zainteresowaniem pustką lub nieistnieniem (chiń. wu), co sformułował Wang Bi (226-249). Tak więc pewne wczesne teorie pradźni były już obecne we wczesnej myśli chińskiej, a doktryna Daoshenga nagłego oświecenia może być w jakiejś części odniesiona do jego neotaoistycznych początków.
To połączenie dwóch tradycji zapowiedziało późniejsze związki chanu z taoizmem, chociaż te spotkania miały różny charakter. We wczesnym okresie buddyjskie nastawienie do taoizmu wynikało ze słabości buddyzmu, a późniejsze - z pozycji jego siły.
Neotaoistyczne "xuanxue" (ciemne nauki) dostarczyły podstawy pod chińską refleksję o buddyjskich tajemnicach. "Ciemna zasada" (chiń. xuanli) była związana z fenomenem. Zatem Wang Bi w swoim komentarzu do Yijing podkreślał tę zawsze obecną rzeczywistość jednego w przejawianej funkcji wielu. Podobnie w komentarzu do Laozi podkreślał wszędzie obecną substancję (chiń. ti), postrzegając nieistnienie jako podstawę dla miriadów bytów.
W biografii Daoshenga (w Gaoseng zhuan) znajduje się fragment jego wypowiedzi: "Formy istnieją aby ujawnić ich znaczenie. Gdy znaczenie jest jasne, formy mogą być poniechane. Słowa są używane do przekazywania zasad. Gdy zasada jest jasna, wszystkie słowa zanikają". Było to prawie dosłowne powtórzenie za Wang Bi "Zhouyi lueli" ("Wyjaśnienia zasady Zhou"): "Słowa istnieją aby wyjaśniać formy. Gdy ktoś zrozumie formy, słowa mogą być zapomniane. Formy istnieją aby ucieleśnić znaczenie. Gdy ktoś ma już znaczenie, formy mogą być zapomniane". W buddyzmie równoważne stwierdzenie jest następujące: gdy ktoś osiągnie drugi brzeg, zostawia tratwę za sobą. Daosheng w tym samym duchu zastosował to do sutr: "Polegaj na dharmie, nie na osobie; na sutrze, która całkowicie wyjaśnia znaczenie, a nie kimś, kto tego nie potrafi; na znaczeniu, nie na słowach, na mądrości, nie [otrzymanej] opinii".
Daosheng uważał nagłe oświecenie za całkowicie "zakorzenione" w słowach, lub - w intencjach samych sutr. Dla niego "nieistnienie" Wanga Bi było niczym innym jak pustką wszystkich form głoszoną przez Sutrę Mahapradżniaparamity, a jego "jedność zasady" była innym wyrażeniem niedualnej dharmy z Sutry Wimalakirtiego. Podobnie podchodził do innych pojęć buddyjskich: sansary i nirwany (w hinajanie) oraz mahajanistycznemu rozróżnieniu pomiędzy tym, co światowe, a tym, co ostateczne, prawdą dyskursywna i niedyskursywną. Co więcej Daosheng użył wyobrażenia umysłu jako lustra, co było także używane przez taoistów. I wreszcie Daosheng zobaczył paralelizm pomiędzy pojęciem natury Buddy i postrzeżeniem wrodzonej wewnętrznej mądrości. Urzeczywistnienie tego "zarodka" a priori oznaczało natychmiastowe przebudzenie się do czyjejś natury Buddy lub mądrości.
Oto fragment jego wstępu do Sutry Nirwany:
| Prawdziwa zasada jest "ziran" [taoistyczne naturalność, spontaniczność, buddyjska takość]. Oświecenie wydarza się, gdy ktoś tajemniczo jednoczy się z tym. Ponieważ prawda nie pozwala na warianty, jakżeż oświecenie może zawierać etapy? Niezmienna istota jest zawsze spokojna i jaśniejąca [zhao - "odbijająca" tak jak robi to lustro]. I tylko z powodu zaciemniających złudzeń, wydaje się ona być poza naszym zasięgiem |

Ten pasaż potwierdza niepodzielność zasady, absolutu, z którym oświecony umysł całkowicie się łączy. Ponieważ prawda jest niepodzielna, oświecenie musi się wydarzyć "naraz", bez stopni. Co więcej, ponieważ ta stała zasada istnieje w człowieku, jest ona tożsama z naturą Buddy.
Jest to, być może, najbardziej radykalna część teorii Daoshenga i najbliższa chanowi.
Jednak Daosheng doszedł do tej teorii nie poprzez Sutrę Nirwany, gdyż w jego pismach nie ma na ten temat nawet wspomnienia. Tymczasem korzenie jego teorii wyrosły z systemu abhidharmiki, z którą zapoznał się on na górze Lu. Głównym propagatorem abhidharmiki na południu Chin był Saṅghadeva. Daosheng był jego uczniem, o czym wiadomo z listy uczniów Saṅghadevy zawartej w Mingseng zhuanzhao oraz z wypowiedzi mnicha Huilina. Nauki Saṅghadevy zostały początkowo przyjęte niezwykle nieprzyjaźnie, dopiero po obronie przeprowadzonej przez Kumaradżiwę zmieniono nastawienie. A nauczał on sutr Vaipulya - czyli m.in. Sutry Mahapradżniaparamity.
Droga Daoshenga do teorii nagłego oświecenia była więc następująca:
- neotaoizm - Wang Bi
- Abhidharma-hṛdaya (przetłumaczona w 391 r. przez Saṅghadevę)
- Daśabhūmika Sūtra (problem hierarchii Trzech Pojazdów)
- Sutra Lotosu (przetłumaczona w 406 r. przez Kumaradżiwę)
- Nirvāṇa Sūtra (przetłumaczona w 422 r. przez Dharmakszemę dotarła w 430 r. do Chang’anu, z którego rok wcześniej wygnano Daoshenga, gdyż zaliczył on icchantików do rangi oświeconych, co było jawnym pogwałceniem słów Buddy, które znano do tej pory. Gdy Sutra Nirwany dotarła do stolicy - wszystko się zmieniło[7].